# Манастир Средиште
Манастир Средиште је српски православни манастир код Вршца, припада Епархији банатској Српске православне цркве

## Историја
Манастир је основао деспот Јован Бранковић крајем 15. века, у исто време када су настали манастири Св. Ђурађ и Месић. Деспот га је посветио Св. арханђелу Гаврилу.
Манастир се налази у месту Мало Средиште недалеко од Вршца. Манастир Средиште, или како је у давнини називан, манастир Светих Архангела Михаила и Гаврила, највероватније је обновио Деспот Јован Бранковић на темељима старог манастира који се налазио на месту данашњег села Прњавора – Малог Средишта. Калуђери српског манастира Пећка патријаршија свратили су у манастир 1666. године. Записали су само једног приложника јеромонаха Гаврила. Манастир век касније помиње у свом извештају аустријски царски ревизор Ерлер 1774. године. Угашен је 1777. године због закона о црквеним реформама Марије Терезија, десетак година касније уништили су га Турци.
Манастир је пострадао 1716. године, када су га Турци попалили. Нестало је све; црква, зграде, књижно благо и стари списи. Међутим село Велико Средиште је опстало са својим 72 дома, колико је регистровано 1717. године. Претпоставља се да је средиштански живопис и иконостас обновљен средином осамнаестог века, када је и месићки. Конак, трпезарија и подруми су били сазидани од чврстог материјала. Манастир је поседовао и воденицу на потоку која је млела само у време кишних дана. Године 1771. манастир је још увек постојао, али је преживљавао последње године. У њему су тада још само два калуђера. Заменик игумана Ј. Димитријевић који је 1747. године дошао из манастира Враћевшнице у Србији, и Михаил Вујановић који је дошао 1766. године из манастира Драче у Србији. Намесник Димитријевић је 1769. године посланик на црквено-народном сабору. Ту је повремено боравио Никодим Богичевић настојатељ манастира Св. Тројице у Херцеговине, са ђаконом Алексијем Савићем.
Молитвено је сабирао Србе до 1777. године, када је угашен законом о црквеним реформама, који је спровела Марија Терезија. Имање је присвојио ерар. Принудним одласком монаха, манастирски храм су користили становници Манастирског Прњавора као парохијски до 1788. године, када је упадом Турака опљачкан и запаљен. Премештањем села на локацију старог манастира, разграђивано је манастириште и заметао се његов траг. На месту манастирског храма 1887. године подигнута је румунска богомоља од материјала опустелог манастира. Од инвентара старог манастира сачувано је: иконе Христа и Богородице са иконостаса, сада у власништву храма у Малом Средишту; руски Псалтир из 18. века и Четворојеванђеље (илуминирано) из средине 16. века, сада у храму Великог Средишта, неколико богослужбених књига, сада у храму у Малом Жаму, једна богослужбена књига, сада у Црквеној општини вршачкој, рукописано „Ватинско Јеванђеље“, сада у библиотеци владичанског двора у Вршцу.

## Садашњост
Почео је да га обнавља 1995. године Епископ банатски Хризостом Столић. За подизање манастира, изабрано је место удаљено 500 m од локације старог манастира, на падини крај пута који води на Гудурички врх, највећу планину у Војводини (641 мнв.) Над старим манастирским извором, подигнута је прва грађевина – параклис који је посвећен Премудрости Божијој – Преполовљењу Педесетнице по пројекту архитекте Предрага Ристића. Порталну икону у мозаику Христа Емануила (детета), као и мозаик Ангела који таласа воду на извору, извео је вајар Милан Ракочевић.
Унутрашњост цркве украшена је живописом зографа жичке школе коју је предводио ђакон Миодраг Томић. Градња манастирског конака започела је 1998. године по пројекту архитекте Димитрија Маринковића. Параклис посвећен Св. Архангелу Михаилу – Чуду у Хони, подигнут је на последњем спрату конака и неодољиво подсећа на светогорски распоред светилишта у манастирским конацима. Светињу украшава једноставан иконостас са ненаметљивим дуборезом. Параклис је делимично осликао Ненад Грастић 2003. године. То је његово прво ликовно дело у домену фреско сликарства. Потом је у горњој зони опричана бојом светиња којој је овај манастир посвећен – Чудотворна Икона Пресвете Богородице Тројеручице.
Следећи објекат подигнут 2001. године је звоник и то по узору на хиландарски пирг (кулу) Светога Саве. Крај звоника су 2002. године постављени темељи за храм, који ће бити посвећен Икони Пресвете Богородице Тројеручице. Последњи значајнији неимарски подухват у манастиру је подизање улазне капије са пратећим објектима портарницом и пиргом, као и велика гостопримница у манастирској порти.
Манастир је данас мушки манастир са три свештеномонаха, два монаха и два искушеника, а настојатељ је Архимандрит Нектарије (Татарин).